# Mantoida
Los mantóididos (Mantoididae) son una familia de mantis que cuenta con solo dos géneros, Mantoida y Vespamantoida, que cuenta con diez especies reconocidas científicamente.

## Especies
- Mantoida argentinae
- Mantoida brunneriana
- Mantoida fulgidipennis
- Mantoida luteola
- Mantoida maya
- Mantoida nitida
- Mantoida ronderosi
- Mantoida schraderi
- Mantoida tenuis
- Vespamantoida wherleyi